# Trần Thị Diệu Thúy
Trần Thị Diệu Thúy (sinh ngày 8 tháng 3 năm 1977) là một nữ chính trị gia người Việt Nam. Bà là đại biểu quốc hội Việt Nam khóa XIII, XIV, XV (Đoàn Đại biểu Quốc hội Thành phố Hồ Chí Minh), Thành ủy viên, Phó Chủ tịch Ủy ban nhân dân Thành phố Hồ Chí Minh.
Bà từng là Ủy viên Đoàn Chủ tịch Tổng Liên đoàn Lao động Việt Nam, Chủ tịch Liên đoàn Lao động Thành phố Hồ Chí Minh , Phó Bí thư Thường trực Thành Đoàn Thành phố Hồ Chí Minh, Phó Bí thư Thường trực Quận ủy Gò Vấp, Bí thư Quận ủy Gò Vấp, Ủy viên Ủy ban Pháp luật của Quốc hội khóa XIV,

## Tiểu sử
Bà sinh năm 1977 quê quán tại Thành phố Hồ Chí Minh, hiện cư trú tại số nhà 258, Nguyễn Thái Bình, phường 12, Quận Tân Bình.
Trình độ chính trị: Cao cấp lý luận chính trị
Trình độ chuyên môn: Thạc sĩ Xây dựng Đảng và chính quyền nhà nước, Cử nhân Kinh tế

## Quá trình công tác
Bà được kết nạp vào Đảng Cộng sản Việt Nam ngày 09 tháng 11 năm 2003.
Bà từng đảm nhận các chức vụ: Phó Bí thư Quận đoàn Tân Phú, Quận ủy viên, Bí thư Quận đoàn Tân Phú, Trưởng ban Công nhân Lao động Thành đoàn.
Từ tháng 10 năm 2007 đến tháng 12 năm 2013: Bà là Phó Bí thư Thành đoàn, Chủ tịch Hội đồng đội Thành phố, Ủy viên Ban Chấp hành Trung ương Đoàn.
Từ tháng 12 năm 2013 đến tháng 6 năm 2015: Bà là Phó Bí thư, Bí thư Đảng ủy Doanh nghiệp, Phó Bí thư Thường trực Quận ủy, Bí thư Đảng ủy Cơ quan Đảng – Đoàn thể quận Gò Vấp.
Từ tháng 6 năm 2015 đến tháng 4 năm 2018: Bà là Thành ủy viên, Bí thư Quận ủy, Chủ tịch HĐND quận Gò Vấp, Bí thư Đảng ủy Quân sự quận Gò Vấp.
Từ tháng 5 năm 2011 đến nay: Bà là Đại biểu Quốc hội Việt Nam khóa XIII và khóa XVI.
Ngày 4/4/2018, Liên đoàn Lao động TPHCM tổ chức hội nghị Ban chấp hành lần thứ 24 – Khoá X về việc bầu bổ sung Ủy viên Ban chấp hành, Ủy viên Ban Thường vụ, bầu chức danh Chủ tịch LĐLĐ TPHCM nhiệm kỳ 2013-2018. Hội nghị cũng đã bầu bổ sung đồng chí Trần Thị Diệu Thúy tham gia Ban Chấp hành, Ban Thường vụ, giữ chức Chủ tịch LĐLĐ TPHCM khoá X, nhiệm kỳ 2013-2018.
Từ ngày 06 tháng 8 đến ngày 28 tháng 10 năm 2019, bà tham gia Lớp bồi dưỡng kiến thức mới cho cán bộ quy hoạch cấp chiến lược khóa XIII của Đảng tại Học viện Chính trị quốc gia Hồ Chí Minh.
Tại Đại hội Công đoàn Thành phố Hồ Chí Minh khóa XII, nhiệm kỳ 2023 - 2028 tổ chức từ ngày 22/9/2023 đến ngày 24/9/2023 bà tái đắc cử chức Chủ tịch Liên đoàn Lao động Thành phố Hồ Chí Minh.
Tại kỳ họp lần thứ 15 (kỳ họp chuyên đề) của Hội đồng Nhân dân Thành phố Hồ Chí Minh khóa X diễn ra sáng ngày 19/5/2024, bà được bầu làm Phó Chủ tịch Ủy ban Nhân dân Thành phố.
Ngày 15/6/2024, Thủ tướng Chính phủ đã phê chuẩn kết quả bầu chức vụ Phó Chủ tịch Ủy ban nhân dân Thành phố Hồ Chí Minh nhiệm kỳ 2021-2026 đối với bà.